# ぷよぷよ (ゲームキャラクター)
- 魔導物語 > 魔導物語及びぷよぷよシリーズの登場人物 > ぷよぷよ (ゲームキャラクター)
- ぷよぷよ > 魔導物語及びぷよぷよシリーズの登場人物 > ぷよぷよ (ゲームキャラクター)

ぷよぷよはゲーム『魔導物語』・『ぷよぷよ』シリーズに登場するゼリー状の体を持った架空の生物である。ぷよとも呼称される（#名称の節を参照）。
『魔導物語』で登場する敵の中ではもっとも弱い部類に属し、ゲームを開始したプレイヤーが最初に出会う可能性の高い敵である。『ぷよぷよ』では4匹揃うと消えてしまうという、パズルゲームのブロックの役割を果たしている。

## 生態
饅頭のような丸い体にふたつの大きな丸い目が付いているという可愛らしい姿をしている。色は緑を基本とし、赤・青・黄・紫のバリエーションが主に見られ、各色によって性格や攻撃手段がそれぞれ異なる。
ゲーム攻略本や取扱説明書には、ぷよぷよを生物として説明しているものもあるが、「進化の前段階の状態」、「雄型と雌型がある単純な生物」、「ぷよ科ぷよ目に属する哺乳類」、などというように記述は統一されていない。MSX版『魔導物語1-2-3』の取扱説明書には「スライムの別名」とあるが、伝統的な粘液状のどろどろしたスライムではなく、『ドラゴンクエスト』シリーズにおける弾力性のあるスライムに近い。
目以外の器官はあまり知られていないが、ディスクシステム版『ぷよぷよ』のエンディングでは腕と口があることが確認できる。
数え方は「 - 匹」、「 - 個」、「 - ぷよ」など複数あり、一定していない。
『魔導物語』とは異なる世界「惑星ガイアース」が舞台である『ぷよぷよ外伝 ぷよウォーズ』では、大昔にガイアースでは人間とぷよが共存していたが、ぷよの持つ特殊なパワーが発見されたことにより戦争が起こり、人類がぷよの力を使ったとてつもない兵器を作り出すまでに至ったため、神々が全てのぷよをガイアースから異世界に追放したとされている。その後、長い年月を経て人類が古代遺跡でぷよに関するレポートを発見し科学的にぷよを再現することに成功、作中の舞台である現代では再現されたぷよがペットとして親しまれており、ぷよ同士をテクターと呼ばれるマシンに乗せて戦わせる「テクターバトル」が流行している。

### 攻撃手段
『魔導物語』におけるぷよぷよの攻撃手段としては、体当たりによる直接攻撃と体液の放出が挙げられる。ぷよぷよ単体は弱いが、ぷよぷよの体液は仲間の魔物を引き寄せる臭いを発し、これを浴びると魔物に遭遇しやすくなるという危険がある。また、弾力性に富んだ体は炎の魔法を弾き返してしまうこともあるので、ゲーム開始直後では決して弱い相手ではない。

### オワニモ
同色のぷよぷよが4匹以上集まると消滅するのは、ぷよぷよ本来の性質ではなく、「オワニモ」という魔法の効果によるものであるとされており、この魔法は「同色同種族の魔物を4匹揃えると、それらを時空の彼方へ消し飛ばしてしまう」効果とされている。元々はぷよぷよが4匹繋がると消えるというゲーム上の都合を説明するために登場した設定上の魔法であり、各機種版の第1作『ぷよぷよ』の説明書のプロローグにて記載されたものが初出である。その効果から、使い道が無いので封印に近い形で忘れ去られていたが、アルル・ナジャが封印を解き、それと同じ頃、闇の世界がその条件に当てはまる魔物「ぷよぷよ」を大量に生み出していたことから多用されるようになる。ただし、ゲーム中でアルルらがオワニモの呪文を実際に唱えるシーンは描かれることが無く、アルル以外の者がぷよぷよを4匹揃えてもやはり消去され、後の作品ではぷよぷよが自発的に4匹揃った場合でもぷよぷよが消えてしまう描写がある。一部の二次作品などでは、アルルが封印を解いたことでオワニモが常時発動しているとされたり、オワニモがぷよぷよの消し方として普及しているなどと解釈されることはあるが、明確な理由については言及されていない。
なお、メガドライブ版『ぷよぷよ』ならびにスーパーファミコン版『す〜ぱ〜ぷよぷよ』などの説明書では「魔導の書、時の章に記されている呪文」とされており、ゲームギア版『ぷよぷよ』の説明書では「一人の女神が生み出した呪文」と語られていたが、ゲームギア版と同時発売されたPC-98版『ぷよぷよ』の説明書では、「一人の偉大な魔術師が生み出した、時の女神の力を借りる究極の呪文」であると語られ、「利用価値が無かったため『魔導の書』に封印されていた」となっている。後の作品群では時の女神が登場していることから、後者の設定を採用しているようである。なお、これらのストーリー上では、オワニモの封印を解くまでアルルが「4匹以上の同色の魔物」というものを見たことがなかったとされているが、『魔導物語』シリーズでは既にぷよぷよが登場していたため若干の矛盾がある（だが、『ぷよぷよ』以前の『魔導物語』に登場するぷよぷよは一度に1匹ずつしか登場していないため、それまでは4匹以上揃わなかっただけの可能性もある）。この魔法はあくまで、ぷよぷよが4匹揃うと消えてしまう理由を説明するために作られた設定上のものであり、ゲーム作品内で実際に「オワニモ」が描写されたのは『魔導物語 道草異聞』にてアルルがオワニモの封印を解くまでが描かれたのが初である。また、『ぷよぷよ通』で「2個消し」「6個消し」ルールが登場した際には説明書などで「オワニモを根底から覆す」などとも自ら解説されていたが、中期作品からは名前が出てくることも無くなってしまった。なお、『ぷよぷよ』シリーズのゲーム内で実際に「オワニモ」の名前が語られたのは、セガ発売の『ぷよぷよフィーバー2』が初めてであり、こちらでは異世界の「ぷよ」もアルルがオワニモで同じように消去できることが記されていた。『ぷよぷよ7』ではあんどうりんごが「ぷよぷよを4つ繋げて消す力」を手に入れたとされるが、これがオワニモなのかについては明言されていない。
角川スニーカー文庫の小説版『魔導物語』シリーズでは、時の女神の力を借りて時空の狭間にぷよぷよを送り返す「逆召喚」の魔法の一種であるとされ、使いすぎると空間の歪みに影響を及ぼすと独自に設定されており、こちらではストーリー上において重要な魔法として扱われている。
「オワニモ」という魔法名の語源は、『ぷよぷよ』の企画監督であった米光一成の苗字を元にした強引なアナグラムで、「yonemitsu」→「uyenimo（tとsは未使用）」でオワニモと読むとされている。

## 名称
この生物には「ぷよぷよ」と「ぷよ」の呼称があり、正式名称について混乱が見られる。初登場である「ディスクステーション」収録版『魔導物語 EPISODE II CARBUNCLE』（1989年）をはじめ、初期『魔導』の各シリーズでは色を区別せず「ぷよぷよ」の名で登場することから、オリジナルの名称は「ぷよぷよ」であることは明白である。しかし一方で、「ぷよぷよ」をゲームの名称、「ぷよ」を生物の名称と捉えられることもまた多い。一例として、漫画『げんしけん』においては生物を「ぷよ」としている。
『ぷよぷよ』の知名度を大きく高めたアーケード版『ぷよぷよ』（1992年）では、ゲームの操作説明デモにおいて「ぷよ」の表記のみが使われていた。ゲームギア版『魔導物語I 3つの魔導球』（1993年）では、『ぷよぷよ』での配色に準ずる形で「みどりぷよ」「きぃぷよ」など、5色の色名に「 - ぷよ」をつけた名称で登場するようになった。他方で『ぷよぷよ』シリーズの家庭用ゲーム機への移植版では、取扱説明書で主人公キャラクターの内の1体として「ぷよぷよ」の名で紹介されていた。その後ゲーム本編でも、『ぷよぷよ通』のセガサターン版（1995年）とプレイステーション版（1996年）や『ぷよぷよSUN』のアーケード版（1996年）を含む全バージョンでは、キャラクターの台詞中にこの生物を指して「ぷよぷよ」と呼ぶ場面がある。前述『げんしけん』に登場したのはプレイステーション版『ぷよぷよ通 決定盤』であり、この時点の理解であれば生物の名称は「ぷよぷよ」が正しい。ただし、『なぞぷよ』シリーズ全般では「ぷよ全て消すべし」のような表現が頻繁に登場していた。
このように『SUN』の時点までは概ね、生物の正式名称は「ぷよぷよ」、略称「ぷよ」、色名を付けて呼ぶ場合は「○○ぷよ」のようになっていたが、コンパイルが1998年に経営破綻し、社員の半数を解雇するに至ってから、状況が変化する。『ぷよぷよ〜ん』（1999年）ではルール説明の欄に4つ揃えると消える生物「ぷよ」として紹介されているだけに留まっており、主人公はおろか登場キャラクターからさえも外されてしまった。前後して発売された「ディスクステーション22号」でのスタッフからのメッセージに、『「ぷよぷよ」はキャラクターではありません。ぷよはキャラクターですがぷよぷよはゲーム名です。みなさん注意してください』と明記されていた。『アルルの冒険 まほうのジュエル』や『ぷよぷよ外伝 ぷよウォーズ』などコンパイル晩期の作品でもそれが踏襲されて「ぷよ」とのみ呼ばれている。その後『ぷよぷよ』シリーズはセガから『ぷよぷよフィーバー』（2003年）をはじめとした新作が出ているが、同様にこの生物の名称は「ぷよぷよ」ではなく「ぷよ」として紹介されている。

## ぷよぷよの種類
ここでは『魔導物語』やTVCMなどのキャンペーンに登場したものを挙げる。

### 色付きのぷよぷよ
『魔導物語』の初期作品ではどの色も単に「ぷよぷよ」とのみ呼称されており、個別に色分けした呼称で呼ばれるようになったのは『ぷよぷよ』およびゲームギア版『魔導物語I 3つの魔導球』からである。
緑ぷよ（みどりぷよ）
緑色のぷよぷよ。PC-98版『魔導物語1-2-3』以降は最もスタンダードで最弱ランクのぷよぷよとなり、単に「ぷよぷよ」といった場合は緑ぷよを示すことが多い。多くの作品では特に属性を持たないが、『ぷよウォーズ』では風属性となっている。『ぷよぷよ!!クエスト』では緑属性を表し、青属性に強く赤属性に弱い。
MSX2-DS版『魔導物語』にて「ぷよぷよ」として初出。ただしこの時点では最初のザコ敵ではなく、2番目のダンジョンであるライラの迷宮で登場する。MSX2版『魔導物語1-2-3』には登場しないが、PC-98版『1-2-3』のエピソード1で再登場し、以降は『A・R・S』のアルル編、『道草異聞』で登場した。
後に「みどりぷよ」として登場したのは『ぷよぷよ』からで、ゲームギア版『魔導物語I 3つの魔導球』でこの名で再登場した後、各機種の『I』リメイク、『はちゃめちゃ期末試験』、セガサターン版『魔導物語』、『わくわくぷよぷよダンジョン』などにも他の5色と共に登場。ゲームギア版『I』以降の作品では緑・黄・赤・青・紫の5色全てが登場するか、もしくはぷよぷよそのものが登場しないことが多いが、『魔導師の塔』、『エリーシオンの秘密』、i-mode版『魔導物語』では緑のみ登場している。一部作品では仲間を呼んで4匹揃って消えてしまうことがある。
黄ぷよ（きぃぷよ、きぷよ）
黄色のぷよぷよ。少々変わり者。『魔導物語』シリーズで初登場となるぷよぷよはこの色であった。多くの作品では特に属性を持たないが、『わくぷよ』と『ぷよウォーズ』では雷属性になっている。『ぷよぷよ!!クエスト』では黄属性を表し、紫属性と互いに弱点の関係にある。
MSX2-DS版『魔導物語』にて「ぷよぷよ」として初出。同作の最初のザコ敵である。MSX2版・PC-98版『1-2-3』ではエピソード2ではなく3の最初のザコ敵となっており、体液を吐き出したり魔法を跳ね返す効果を持つ。
後に「きぃぷよ」として登場したのは『ぷよぷよ』からで、ゲームギア版『魔導物語I』以降で登場。『わくぷよ』では「きぷよ」。
赤ぷよ（あかぷよ）
赤色のぷよぷよ。短気で怒りっぽい性格で、炎属性であることが多い。『ぷよぷよ!!クエスト』では赤属性を表し、緑属性に強く青属性に弱い。
MSX2版『魔導物語1-2-3』のエピソード1にて「ぷよぷよ」として初出。同作の最初のザコ敵であり、当時は魔法を跳ね返す効果を持つ。
後に「あかぷよ」として登場したのは『ぷよぷよ』からで、ゲームギア版『魔導物語I』以降で登場。ゲームギア版『魔導物語A ドキドキばけ〜しょん』には5色のうち赤のみ登場。
青ぷよ（あおぷよ）
青色のぷよぷよ。泣き虫な性格で、下半身が幽霊や尻尾のように細くなっていることが多い。氷または水属性であることが多く、アイスストームが効かない場合がある。『ぷよぷよ!!クエスト』では青属性を表し、赤属性に強く緑属性に弱い。
MSX2版・ファミコン版『ぷよぷよ』が初出。ゲームギア版『魔導物語I』以降で登場。
紫ぷよ（むらさきぷよ）
紫色のぷよぷよ。孤独で寂しがり屋。寒い心でファイヤーを無効化することがある。『ぷよウォーズ』では光属性。『ぷよぷよ!!クエスト』では紫属性を表し、黄属性と互いに弱点の関係にある。
アーケード版『ぷよぷよ』が初出（MSX2版・ファミコン版には未登場）。ゲームギア版『魔導物語I』以降で登場。ゲームギア版では毒液を飛ばし、助けを呼んでも孤独なので誰も助けに来てくれないというPC-98版の鱗魚人とほぼ同じ行動を取る。
その他の色のぷよ
MSX2版・ファミコン版『ぷよぷよ』では紫ぷよが登場せず、代わりに黄緑ぷよと灰ぷよが登場（全6色）。また、ゲームボーイ版『ぷよぷよ』では色数の関係で緑ぷよが青ぷよに、本来の青ぷよが水色ぷよになっていた。
ぷよーず
『コメットサマナー』でボスとして登場。上記の色ぷよ達が長く連なって列をなしたもので、蛇のように襲い掛かってくる。同色が何匹も連なっている姿をしているが、他作品のような4匹揃って自動で消えるようなことはない。また、この作品ではぷよを無限に生み出す「ジェネレーター」も存在し、破壊対象に含まれる。

### 特殊なぷよぷよ
おじゃまぷよ（白ぷよ、透明ぷよ）
無色透明の体をしたぷよぷよ。『ぷよぷよ』シリーズの方で初登場し、アーケード版以前の作品では白ぷよの名称だった。こちらでは直接のツモには登場せず、ぷよを消すと相手に送られる攻撃用手段として登場し、4匹繋げても消えず、隣接した他のぷよぷよが消える際に巻き込まれて消滅する。
ゲームギア版『魔導物語III 究極女王様』、『はめきん』などで登場し、一部作品では粘液を飛ばして攻撃する。『わくぷよ』では倍速で動く厄介な敵。PC-98版『ぷよぷよ』やセガサターン版『魔導物語』では「とうめいぷよ」として登場。
岩ぷよ（岩石ぷよ、隕石ぷよ）
ゴツゴツした岩の体を持つぷよぷよ。岩なので非常に硬い半面、動作は速くない。初出は『ぷよぷよ』で、シリーズ全作品を通して予告ぷよとして登場。同シリーズでは「岩ぷよ」「赤玉」などと呼ばれることが多い。岩ぷよはおじゃまぷよ30個分に相当し、これは一度に画面上に降るおじゃまぷよの最大数である（一部作品を除く）。『ぷよぷよSUN』と『ぷよぷよ〜ん』のみ、他の星系の予告ぷよに関連して「隕石ぷよ」とも呼称される。
ゲームギア版『魔導物語III』では「がんせきぷよ」として登場し、おじゃまぷよを呼び出して攻撃する。『わくぷよ』では非常に固い敵。セガサターン版『魔導物語』では「岩ぷよ」の名で火山岩を放つ。
びっぐぷよ（巨大ぷよ）
名前の通り大きな体躯をしたぷよぷよ。初出は『ぷよぷよ』のENDLESS（とことんぷよぷよ）で2列分のぷよぷよを一度に消し去る便利な存在だが、『ぷよぷよSUN』以降ではほとんど登場しなくなってしまった。
スーパーファミコン版『魔導物語 はなまる大幼稚園児』では「巨大ぷよ」の名前で最後の雑魚キャラとして登場する。
でかぷよ
『ぷよぷよフィーバー』以降に登場。びっぐぷよと姿はよく似ているが効果はまったく異なり、通常のぷよ4個分に相当。回転させる操作で色が変わり、段差に置くとズレて個別に分割される。
かたぷよ（固ぷよ）
氷か水晶のような姿をした直方体型の固形のぷよぷよ。特徴は岩ぷよと似る。初出は『ぷよぷよ通』で、消すにはダメージを2回与える必要がある（1回ダメージを与えれば基本的にはおじゃまぷよに変化する。ただし、2辺以上に接して色ぷよを消した場合は「一発消し」となって即座に消滅し、その際にはボーナス得点が加算されるほか、目のみが残って上方に飛んでゆく演出が起こる（但し、『ぷよぷよ〜ん』など一部作品では例外あり））おじゃまぷよの派生として登場。ただし、その概念自体は『す〜ぱ〜ぷよぷよ』の頃の時点で「アイスぷよ」（こちらは一発消しなし）として存在していたが没になったとされている。『ぷよぷよ〜ん』では、複数回ダメージを与えないと倒せない数字付きの固ぷよが登場している。
ゲームギア版『魔導物語A』、『はめきん』ではズルズルと這って登場し、たまにファイヤーを弾く特性を持つ。『わくぷよ』では非常に固い敵。
得点ぷよ
レンズのように丸く薄い姿をしたぷよぷよ。初出は『ぷよぷよ通』で、消すと得点を多く得て攻撃に転用できるおじゃまぷよの派生として登場。『ぷよぷよ〜ん』では消すと得られる得点が明記されており、遺跡ステージに敷き詰められている。『魔導物語』シリーズや『わくぷよ』には登場しない。
星ぷよ
星型（☆）を模したぷよぷよ。初出は『ぷよぷよ通』の予告ぷよの一種で、以降の作品でも採用され続けている。
セガサターン版『魔導物語』では敵として登場する。
彗星ぷよ
尾を引いた彗星を模したぷよぷよ。初出は『ぷよぷよSUN』の予告ぷよの一種。『ぷよぷよ! Puyopuyo 15th anniversary』以降では最大級の予告ぷよとして復活した。
セガサターン版『魔導物語』では敵として登場する。
ぷよサターン（土星ぷよ）
土星を模したぷよぷよ。元々セガサターン版『ぷよぷよ通』発売時にTVCMなどでぷよサターンの名前で登場（ちなみにプレイステーション版『ぷよぷよ通』のパッケージは列車や駅を模して「ぷよステーション」となっている）。『ぷよぷよSUN』では最大の予告ぷよとして登場したが、NINTENDO64およびプレイステーションに移植する際に「土星ぷよ」に改名された。
太陽ぷよ
太陽を模したぷよぷよ。初出は『ぷよぷよSUN』で、同作のタイトルロゴに描かれていたり、日輪相殺や全消しを行うと降ってくるボーナス用のおじゃまぷよ。
セガサターン版『魔導物語』ではアルルが「ばよえ〜ん」の魔法を使うと敵の頭上へ大量のおじゃまぷよと共に落ちてくる。『わくぷよ』では光属性の攻撃を行う。
鉄ぷよ
黒い鉄の塊のような姿をした重いぷよぷよ。初出は『す〜ぱ〜なぞぷよ ルルーのルー』で、『なぞぷよ』の仕掛けとして使用される絶対に消せない障害物として登場。以降の『ぷよぷよ』シリーズで再登場した際は、特定条件で消せる場合がある（GBC版『ぽけっとぷよぷよ〜ん』では一度に6個以上色ぷよを消すとそのフィールド内の鉄ぷよ（画面外を除く）が全て消えるなど）。
かめぷよ
亀の甲羅を被ったぷよぷよ。『わくぷよ』のみ登場。防御力が固く動きが遅いが、こちらの動きも遅くする攻撃を行ってくる。
その他の予告ぷよ
上記の他にも予告ぷよの一種として、『ぷよぷよ』より「小ぷよ」と「大ぷよ」、『ぷよぷよ通』より「キノコぷよ」と「王冠ぷよ」、『ぷよぷよSUN』より「月ぷよ」、『ぷよぷよ〜ん』では「クラブぷよ」、「ダイヤぷよ」、「ハートぷよ」、「スペードぷよ」、「シルクハットぷよ」、「球ぷよ」、「テントぷよ」、「CDぷよ」、「青渦巻きぷよ」、「緑渦巻きぷよ」、「黄渦巻きぷよ」、「紫渦巻きぷよ」、「赤渦巻きぷよ」など、様々な派生が登場している。
ぷよぷよの形状変化
一部の『ぷよぷよ』シリーズでは、設定により降ってくるぷよぷよの見た目を大きく変更することができる（これは、色覚多様性への対応も兼ねている）。MSX2版・ファミコン版『ぷよぷよ』などではぷよぷよの形状を「ヒューマン」型などに変更できる。ゲームギア版『ぷよぷよ通』では隠し操作として、前記の「ヒューマン」の他に、敵キャラクターの形状などを選ぶことができる。スーパーファミコン版『す〜ぱ〜ぷよぷよ通リミックス』では、4人対戦時に限り「PUYO TYPE」でぷよぷよの形状を変更することができる。『ぷよぷよ! 15th』以降の作品でも「ぷよのしゅるい」として様々な形状に変化させることができる。